# 铜官窑古镇
铜官窑古镇，又名铜官窑国风乐园，是位于中国湖南省长沙市的综合旅游度假区，以海上丝绸之路、铜官窑、湖湘文化为主题，是国家4A级旅游景区、国家级旅游度假区。
铜官窑古镇依托1200余年历史的长沙铜官窑遗址，投资约100亿，占地3000亩，包含八个主题街区、八个博物馆、17处人文景点及三个星级酒店。铜官古镇南端的铜官老街是湖南省历史文化街区，南北走向，街长1200米，宽6-8米，形成于唐代。
2024年06月11日，长沙铜官窑文化旅游度假区被文旅部列入国家级旅游度假区，度假区由铜官窑国风乐园、铜官窑国家考古遗址公园、铜官老街、铜官窑现代农业公园和铜官窑五号山谷组成。

## 园区设施

### 主题街区
主题街区主要包括：楚街（湖湘美食）、芙蓉街（民国长沙）、石渚草市（盛唐古镇）、舜子街（陶瓷市集）、铜官美食街、春香街、弱柳堤、市场湖街。

### 人文景点
铜官窑古镇再现了当地的17处著名历史遗迹和名人宅院。
- 帝王将相景点：梁元帝行宫、杨福田将军第、程普祠、都司衙署。
- 名人名仕景点：欧阳询书院、欧阳稚进士第、文山草堂、曾氏祠堂、大鸿昌布庄-郭亮革命活动地。
- 风情陶都景点：长风镖局、广东会馆、童家绣楼、铜官豆腐铺、铜官老酒馆、铜官驿、觉华寺、石渚塔。

1. 欧阳询书院：“楷圣”欧阳询生于石渚山（即铜官窑古镇所在地），后人在欧阳询去世后于石渚建草堂纪念。明宣德年间，草堂颇具规模，改名“欧阳询书院”。
2. 杨福田将军第：湘军杨福田因抗击太平军有功，官至江西湖口总镇，诰授建威将军，为正一品武将。杨福田将军第大门头根据杨福田孙子杨静安回忆复原。
3. 梁元帝行宫：相传梁元帝曾应欧阳询的祖父欧阳頠（wěi）之邀，多次游玩石渚，并建行宫。在其《玄览赋》赞曰：“临石渚其如镜，玩弱柳其犹丝。”
4. 文山草堂：李群玉字文山，是记载铜官窑第一人，其《石潴[註 1]》诗曰：“古岸陶为器，高林尽一焚。焰红湘浦口，烟浊洞庭云。回野煤飞乱，遥空爆响闻。地形穿凿势，恐到祝融坟。”
5. 都司衙署：铜官为军事要地，清廷在此设都司以卫长沙。曾国藩亦曾陈水师于石渚，以伐靖港。
6. 欧阳稚进士第：湖南第一位进士欧阳稚（欧阳询的侄曾孙）在任岳州长史期间建宅第于石渚山脚下。

### 博物馆群
铜官窑古镇包含八个博物馆：
- 长沙窑博物馆：是唐代长沙铜官窑陶瓷文化的专题博物馆，包含序厅、千年的积淀、瓦渣坪往事、土火之艺、教育互动区、彩韵唐风、世界的长沙窑七个展厅。
- 绣珍阁：包含300余件刺绣杰作。
- 钱币博物馆：包含自尧舜到现代，从中国到世界的5000余件货币。
- 矿物标本博物馆：包含中外800余件矿物宝石。
- 机器人博物馆：包含世界9个国家的114项先锋机器人。
- 酒文化博物馆：展现中华千年酒文化。
- 湖湘名人馆：展现古今三千年近400位湖湘风云人物。
- 铜官阁：展示中国陶瓷艺术大师的精品。

### 主题酒店
铜官窑古镇包含三个主题酒店：
- 以中国古典园林及温泉度假为特色的绿心谷酒店
- 以唐代建筑风格为特色的丽景酒店
- 以民国长沙新中式建筑风貌为特色的瑞景酒店

## 文娱节目
铜官窑古镇引入曾服务于环球影城和迪士尼乐园的团队，推出了包括《黑石号特技秀》、《铜官水秀》、飞行影院《美丽湖南》、《铜官窑传奇秀》、5D影院《魔法釉•传奇》、《全时段街景秀》和《景区巡游》等在内的演出。此外，还有各类传统非遗表演，包括：花鼓戏、皮影戏、唐乐舞、口技、长沙弹词等。
- 《黑石号特技秀》：讲述满载着陶瓷的黑石号出湖湘、入长江、过东南，在南洋遭遇海盗与之搏斗最终沉没海底的故事。表演时长25分钟，着重展现海盗打斗、爆炸特效、喷气飞行、高空搏斗等刺激场面。
- 《美丽湖南》：借助悬挂式座椅和无边界弧形屏幕，创造“飞行”体验游览湖南河山，包括南岳、橘洲、洞庭等。
- 《全时段街景秀》：盛唐风情、西方歌舞、铜官窑机器人三大主题方队巡游于古镇[13]。

## 餐饮美食
古镇自营有三家主题餐厅：有湖湘特色及陶瓷元素的铜官窑餐厅；粤式风格的明粤楼餐厅；禅意温暖的宜素斋火锅餐厅。
此外还有引入餐饮品牌，包括火宫殿、双燕楼、向群锅贴、杨裕兴、百年德园等。

## 備註
1. ↑  即铜官窑古镇所在地石渚。